# Wanakerta (Telukjambe Barat)
Wanakerta is een bestuurslaag in het regentschap Karawang van de provincie West-Java, Indonesië. Wanakerta telt 5086 inwoners (volkstelling 2010).